# Rabatt (ekonomi)
En rabatt är i ekonomi och marknadsföring en sänkning av priset på en vara på grund av inköpt mängd, att köparen är återförsäljare, inkurans, av marknadsföringsskäl (lockpris) eller andra skäl.
Rabatt beroende på inköpt mängd kallas staffling där olika mängder ger olika rabatter.